# Championnat de Belgique de football de deuxième division 2007-2008
Navigation
Saison précédente Saison suivante
Le championnat de deuxième division belge 2007-2008 a exceptionnellement débuté avec 17 équipes au lieu de 18 à la suite de l'affaire qui a opposé l'Union Belge et le club de Geel.

## Affaire Geel - Namur - Union Belge
Un contentieux, appelé Affaire Geel-Namur, a opposé l'Union Belge avec le KFC Verbroedering Geel et l'Union Namur. Geel a battu Namur en matchs de barrages pour la montée en D2. Le club de Geel n'a toutefois pas obtenu sa licence en première instance mais l'a finalement obtenu en appel. Afin de monter en D2, Namur a alors saisi un tribunal civil qui a annulé la décision favorable à Geel. Toutefois ce tribunal n'a pas accordé la place vacante en D2 à Namur. L'Union Belge a décidé que les deux clubs évolueraient en D3 pour la saison 2007-2008. La D2 n'a donc débuté qu'avec 17 clubs pour 2007-2008. 
Le tribunal des référés de Namur a décidé le 7 septembre de suspendre les championnats de D2 et de D3. Cette action avait été introduite par l'Union Royale Namur. Divers recours en justice, ont également été introduits par les deux clubs. Afin de régler le problème, l'Union Belge a proposé d'intégrer les deux clubs en D2, ce qui doit être accepter par ses membres en assemblée générale. Entre-temps, les championnats de D2 et de D3 sont suspendus. 
Le mercredi 12 septembre, les clubs de D2 et de D3 se réunissent dans deux salles différentes. Nouveau coup de théâtre: l'Union Belge propose, en attendant la décision finale de la justice, de maintenir Geel en D3 et d'intégrer l'Union Namur à la D2 (en lui offrant une plage de 6 semaines pour réaliser les transferts nécessaires). L'offre n'est pas négociable pour Namur. Si elle la refuse, elle reste en D3. Le quotidien "Le Soir" explique ainsi cette proposition: Sans aucun doute conseillé par ses plus éminents juristes, le patron de l’URBSFA sollicitait, avant de réunir pour le principe la crème de l’Exécutif, l’aval des deux Ligues, rétablissant à sa manière l’équité en faveur de Namur tout en responsabilisant l’Union belge coupable d’avoir accordé avec beaucoup trop de légèreté sa licence à Geel. En échange de leur confiance, De Keersmaecker (président de l'URBSFA) garantissait aux clubs la reprise des compétitions seniors et de jeunes ce week-end.
Le jeudi 13 septembre, le sponsor du club de Geel (Roland) porte plainte auprès du tribunal des référés de Turnhout au sujet de la décision du l'Union Belge. 
Le vendredi 14 septembre, le tribunal des référés de Turnhout estime que Geel devrait également jouer en D2 en attendant un jugement sur le fond. Une astreinte de 75 000 euros est également prévue par le juge en cas de non-respect de l’ordonnance par l'Union Belge. Celle-ci se réunit le jour-même et inclut Geel en D2. Le club sera toutefois bye pour la journée de championnat de ce week-end (vu le nombre impair de clubs). L'Union Belge compte établir un calendrier provisoire tout en allant en appel de la décision du tribunal de Turnhout. 
À ce stade, il reste également une plainte déposée par le club de Namur devant la cour d'appel de Liège. Quant à la procédure de jugement sur le fond, elle débutera normalement le 25 septembre au tribunal de première instance de Namur.

## Clubs présents pour la saison 2007-2008
| 2006-2007 | Club                        | Ville         |
| --------- | --------------------------- | ------------- |
| D1        | Lierse SK                   | Lierre        |
| D1        | KSK Beveren                 | Beveren       |
| 3         | KV Courtrai                 | Courtrai      |
| 4         | Royal Antwerp FC            | Anvers        |
| 5         | Oud-Heverlee Louvain        | Oud-Heverlee  |
| 6         | KMSK Deinze                 | Deinze        |
| 7         | AS Eupen                    | Eupen         |
| 8         | Union Saint-Gilloise        | Saint-Gilles  |
| 9         | AFC Tubize                  | Tubize        |
| 10        | KVK Tirlemont               | Tirlemont     |
| 11        | Royal Excelsior Virton      | Virton        |
| 12        | VW Hamme                    | Hamme         |
| 13        | KV Ostende                  | Ostende       |
| 14        | Red Star Waasland           | Saint-Nicolas |
| 15        | KVSK United Overpelt Lommel | Lommel        |
| D3        | Olympic Charleroi           | Charleroi     |
| D3        | RFC Tournai                 | Tournai       |
| D3        | Union Royale Namur          | Namur         |
| D3        | Verbroedering Geel          | Geel          |

## Classement
| Rang | Équipe                   | Pts | J  | G  | N  | P  | Bp | Bc | Diff |
| ---- | ------------------------ | --- | -- | -- | -- | -- | -- | -- | ---- |
| 1    | KV Courtrai (TF)         | 76  | 36 | 23 | 7  | 6  | 73 | 35 | +38  |
| 2    | AFC Tubize               | 66  | 36 | 19 | 9  | 8  | 49 | 29 | +20  |
| 3    | Oud-Heverlee Louvain     | 61  | 36 | 18 | 7  | 11 | 61 | 42 | +19  |
| 4    | United Ov. Lommel        | 60  | 36 | 16 | 12 | 8  | 51 | 36 | +15  |
| 5    | Royal Anvers FC (TF)     | 59  | 36 | 16 | 11 | 9  | 64 | 38 | +26  |
| 6    | Excel. Virton            | 56  | 36 | 15 | 11 | 10 | 56 | 44 | +12  |
| 7    | Lierse SK (TF) R         | 53  | 36 | 15 | 8  | 13 | 47 | 36 | +11  |
| 8    | VW Hamme                 | 49  | 36 | 14 | 7  | 15 | 54 | 45 | +9   |
| 9    | KSK Beveren R            | 48  | 36 | 14 | 6  | 16 | 48 | 56 | -8   |
| 10   | KVK Tirlemont            | 48  | 36 | 13 | 9  | 14 | 49 | 51 | -2   |
| 11   | Olympic Charleroi P      | 46  | 36 | 13 | 7  | 16 | 40 | 53 | -13  |
| 12   | RFC Tournai P            | 46  | 36 | 12 | 10 | 14 | 34 | 37 | -3   |
| 13   | AS Eupen                 | 45  | 36 | 11 | 12 | 13 | 45 | 49 | -4   |
| 14   | KV Red Star Waasland     | 43  | 36 | 10 | 13 | 13 | 46 | 47 | -1   |
| 15   | KMSK Deinze              | 43  | 36 | 10 | 13 | 13 | 44 | 58 | -14  |
| 16   | KV Ostende               | 42  | 36 | 11 | 9  | 16 | 44 | 59 | -15  |
| 17   | Union Royale NamurP      | 42  | 36 | 10 | 12 | 14 | 51 | 63 | -12  |
| 18   | Union St-Gilloise        | 40  | 36 | 11 | 7  | 18 | 48 | 60 | -12  |
| 19   | KFC Verbroedering Geel P | 16  | 36 | 4  | 4  | 28 | 33 | 98 | -65  |

## Meilleurs buteurs
| Rang | Nom              | Nationalité | Équipe               | Buts    |
| 1er  | Peter Utaka      | Nigeria     | Royal Antwerp FC     | 22 buts |
| 2e   | Ebrahima Sawaneh | Gambie      | KSK Beveren          | 21 buts |
| 3e   | Steve De Ridder  | Belgique    | VW Hamme             | 18 buts |
| 4e   | Yves Buelinckx   | Belgique    | Union Saint-Gilloise | 17 buts |

## Promotions et relégations pour 2008-2009
Sont relégués en D3 :
- L'Union Saint-Gilloise, avant-dernier du championnat de D2
- Le KFC Verbroedering Geel, dernier du championnat de D2

Sont promus en D1
- Le KV Courtrai, champion de la deuxième division
- L'AFC Tubize, vainqueur du tour final opposant les équipes classées de la deuxième à la cinquième place en deuxième division.

## Tour final D2
Participants : Oud-Heverlee Louvain, KVSK United, AFC Tubize et Royal Antwerp FC
| Equipe locale                | Equipe visiteuse     | Score | Buts                                                                                      |
| Première journée 17/05/2008  |                      |       |                                                                                           |
| KVSK United                  | Oud-Heverlee Louvain | 2-1   | 27e Brouwers (1-0), 42e Brogno (1-1), 86e Van de Weyer (2-1)                              |
| AFC Tubize                   | Royal Antwerp FC     | 1-0   | 21e Njock (1-0)                                                                           |
| Deuxième journée 22/05/2008  |                      |       |                                                                                           |
| Royal Antwerp FC             | KVSK United          | 3-1   | 32e Oris (0-1), 41e Jelicic (1-1), 43e Olguin (2-1), 75e Jelicic (3-1)                    |
| Oud-Heverlee Louvain         | AFC Tubize           | 0-1   | 54e Mununga (0-1)                                                                         |
| Troisième journée 25/05/2008 |                      |       |                                                                                           |
| Oud-Heverlee Louvain         | Royal Antwerp FC     | 1-2   | 14e Utaka (0-1), 26e Baghdad (1-1), 60e Olguin (1-2)                                      |
| KVSK United                  | AFC Tubize           | 0-1   | 74e Lambot (0-1)                                                                          |
| Quatrième journée 29/05/2008 |                      |       |                                                                                           |
| Royal Antwerp FC             | Oud-Heverlee Louvain | 1-0   | 57e Olguin (1-0)                                                                          |
| AFC Tubize                   | KVSK United          | 3-1   | 30e Oris (0-1), 69e Lepoint (1-1), 85eStuckens (2-1), 89e Charlier (3-1)                  |
| Cinquième journée 01/06/2008 |                      |       |                                                                                           |
| Royal Antwerp FC             | AFC Tubize           | 0-1   | 32e Stuckens (0-1)                                                                        |
| Oud-Heverlee Louvain         | KVSK United          | 0-1   | 49e Scheelen (0-1)                                                                        |
| Sixième journée 05/06/2008   |                      |       |                                                                                           |
| AFC Tubize                   | Oud-Heverlee Louvain | 2-0   | 4e Remy (1-0), 90e Stuckens (2-0)                                                         |
| KVSK United                  | Royal Antwerp FC     | 1-4   | 13e Jelicic (0-1), 30e Oris (1-1), 60e Olguin (1-2), 73e Kenmogne (1-3), 81e Olguin (1-4) |

### Classement
| Rang | Équipe               | Pts | J | G | N | P | Bp | Bc | Diff |
| ---- | -------------------- | --- | - | - | - | - | -- | -- | ---- |
| 1    | AFC Tubize           | 18  | 6 | 6 | 0 | 0 | 9  | 1  | +8   |
| 2    | Royal Antwerp FC     | 12  | 6 | 4 | 0 | 2 | 10 | 5  | +5   |
| 3    | KVSK United          | 6   | 6 | 2 | 0 | 4 | 6  | 12 | -6   |
| 4    | Oud-Heverlee Louvain | 0   | 6 | 0 | 0 | 6 | 2  | 9  | -7   |

Le gagnant du tour final de D2 jouera en D1 lors de la saison 2008-2009. Le 1er juin 2008, à la suite de sa victoire contre l'Antwerp, Tubize se qualifie mathématiquement pour la D1.